# Kevin Shinkwin
Kevin Joseph Maximilian Shinkwin, baron Shinkwin (né le 7 juin 1971) est un homme politique conservateur britannique et membre de la Chambre des lords.

## Jeunesse et éducation
Shinkwin fait ses études au Ratcliffe College où son père est professeur de physique. Ratcliffe est une école catholique indépendante située à Ratcliffe on the Wreake, dans le Leicestershire. Il fréquente la Llanarth Court School qui est une école publique à Raglan, Gwent pendant quelques années. Il étudie la politique britannique et les études législatives à l'Université de Hull, où il obtient un baccalauréat ès arts (BA) en 1993.
Il a une ostéogenèse imparfaite.

## Carrière
Il travaille pendant près de 20 ans dans le secteur bénévole, occupant divers postes dans les affaires publiques, notamment au RNID, à Macmillan, à Cancer Research UK et à la Royal British Legion, où il mène avec succès des campagnes sur le Pacte des forces armées et l'obtention de réformes au service des coroners pour les familles endeuillées des Forces armées. Juste avant d'entrer chez les Lords, il est directeur des affaires publiques et des campagnes de la Wine and Spirit Trade Association, poste qu'il quitte à la suite de sa nomination pour éviter un conflit d'intérêts.
Le 21 avril 2017, il est nommé commissaire de la Commission pour l'égalité et les droits de l'homme. Il démissionne de ce poste en décembre 2017.
Il est créé pair à vie en prenant le titre de baron Shinkwin, de Balham dans le quartier londonien de Wandsworth le 14 octobre 2015. Il est présenté à la Chambre des lords le 17 novembre 2015. Il siège en tant que conservateur,,.
Depuis qu'il est devenu pair, il se concentre sur les questions de gouvernance caritative et d'égalité des personnes handicapées. 